# Guinea-Bissau ai Giochi della XXVII Olimpiade
La Guinea-Bissau partecipò ai Giochi della XXVII Olimpiade, svoltisi a Sydney, Australia, dal 15 settembre al 1º ottobre 2000, con una delegazione di 3 atleti impegnati in due discipline.